# Municipalitatea Xanthi

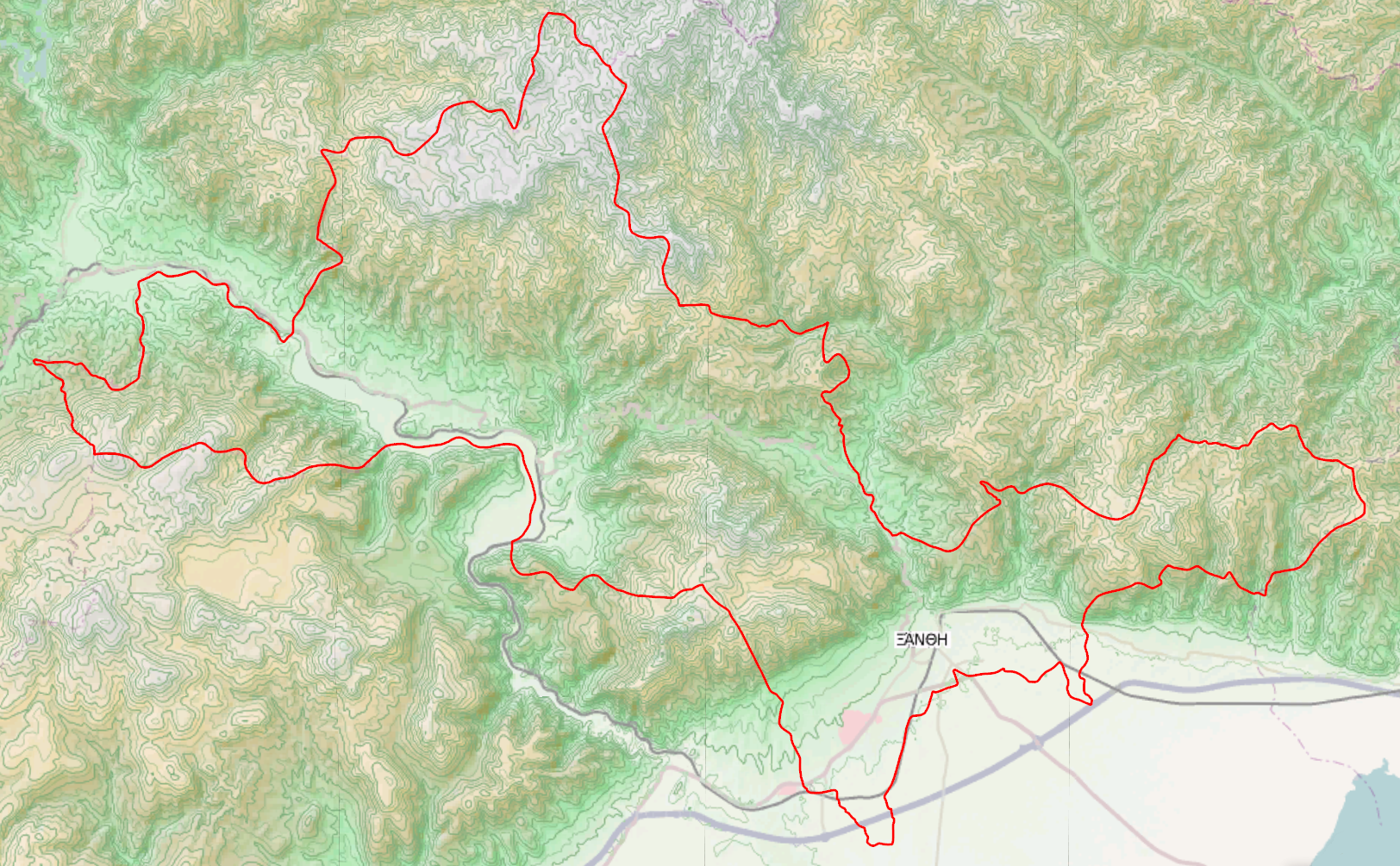
Harta topografică a municipalității Xanthi.

Municipalitatea Xanthi (în greacă Δήμος Ξάνθη) este o municipalitate din Regiunea Macedonia de Est și Tracia care a fost înființată prin Programul „Kallikratis” în 2011. A apărut în urma fuziunii municipalităților preexistente Xanthi și Stavroupoli. Suprafața municipiului este de 495,1 km2 iar populația sa permanentă se ridică la 66.875 de locuitori conform recensământului din 2021 de către EL. STAT. Sediul municipalității este orașul Xanthi.